# باقوفا
باقوفا (به عربی: باقوفا) یک منطقهٔ مسکونی در عراق است که در شهرستان تلکیف واقع شده‌است. باقوفا ۱٬۰۰۰ نفر جمعیت دارد.